# W Radio Chile
W Radio Chile fue una estación radial chilena ubicada en el 91.7 MHz del dial FM en Santiago de Chile, perteneciente al Consorcio Radial de Chile.

## Historia
Emitió desde el 20 de diciembre de 2002, reemplazando a la exitosa emisora tropical Amistad Stereo que terminaría fracasando en el 91.7 MHz, dejando a sus auditores desilusionados con el cambio de formato. Su idea era ser una radio con programación informativa, deportiva y miscelánea, como forma de potenciar la Cadena W en América Latina. Su programación, en los primeros años, era muy similar a la de la española Cadena SER, incluso llegando a copiar el nombre de algunos de sus programas, como Carrusel Deportivo, Hoy por hoy, Hablar por hablar y El larguero.
Algunas de sus voces destacadas fueron: Eduardo Bonvallet, El Rumpy, Felipe Camiroaga, Rafael Araneda, Rita Cox, Felipe Avello, Germán Valenzuela, Felipe Bianchi, Rodrigo Norambuena, Patricio Muñoz, Francisco Astudillo, Patty Silva, Mauricio Barrientos, Carolina Bezamat, Sebastián "Tatán" Luchsinger, Paulo Flores, Leonel Ramírez, Cristián Peñailillo, Rodrigo Sarriá, Rodolfo Araos, Víctor Cruces Castro, Patricio Cartes, Daniel Silva, Mario Pesce, Marcelo González Liapiz, Marcelo Jiménez Sufán, Carolina Jiménez Mery, Gilberto Villarroel, Alfredo Alonso, Marisela Santibáñez, Carlos Santa Cruz, Leonardo Honores, Benjamín Benzaquén, Herman Chanampa, Rodrigo Sepúlveda, Rainiero Guerrero, Marcelo Barticciotto, Miguel Ángel Gamboa, Patricio Parraguez, José Miguel Alfaro, Libardo Buitrago, María Elena Dressel, Vanessa Reiss, Gonzalo Chamorro, Tati Penna y Miguel Davagnino.
El 1 de marzo de 2008, W Radio deja de emitir para dar paso a una nueva emisora en la cual llevaría su misma línea; llamada ADN Radio Chile (perteneciente a la naciente Ibero Americana Radio Chile), que por su sigla indica Actualidad Deportes Noticias, donde heredó gran cantidad de sus frecuencias a lo largo del país.

## Antiguas frecuencias
- 91.7 MHz (Santiago); hoy ADN Radio Chile.
- 95.3 MHz (Arica); hoy ADN Radio Chile.
- 103.1 MHz (Iquique); hoy ADN Radio Chile.
- 107.1 MHz (Calama); disponible sólo para radios comunitarias.
- 88.9 MHz (Antofagasta); hoy ADN Radio Chile.
- 101.7 MHz (Copiapó); hoy ADN Radio Chile.
- 90.3 MHz (Tierra Amarilla); hoy Radio Armonía, sin relación con IARC.
- 89.5 MHz (La Serena); hoy ADN Radio Chile.
- 98.1 MHz (Ovalle); hoy ADN Radio Chile.
- 99.1 MHz (Los Andes/San Felipe); hoy Radio Armonía, sin relación con IARC.
- 90.3 MHz (Gran Valparaíso); hoy Radioactiva.
- 91.5 MHz (San Antonio); hoy ADN Radio Chile.
- 104.3 MHz (Isla de Pascua); hoy Los 40.
- 106.5 MHz (Melipilla); disponible sólo para radios comunitarias.
- 100.3 MHz (Rancagua); hoy Radio Armonía.sin relación con IARC
- 97.7 MHz (Curicó); hoy ADN Radio Chile.
- 98.1 MHz (Talca); hoy FM Dos.
- 91.3 MHz (Linares); hoy ADN Radio Chile.
- 89.3 MHz (Parral); hoy Radio Ambrosio, sin relación con IARC.
- 98.3 MHz (Cauquenes); hoy ADN Radio Chile.
- 88.7 MHz (Chillán); antes Inicia Radio, hoy Radio Armonía, sin relación con IARC.
- 102.3 MHz (Gran Concepción); hoy Radio Armonía, sin relación con IARC.
- 106.7 MHz (Los Ángeles); hoy Radio La Sabrosita, sin relación con IARC.
- 95.5 MHz (Temuco); hoy Radioactiva.
- 107.1 MHz (Pucón); disponible sólo para radios comunitarias.
- 96.7 MHz (Valdivia/Corral); hoy Radio Armonía en Corral, sin relación con IARC.
- 89.1 MHz (Osorno); hoy Inicia Radio, sin relación con IARC.
- 88.1 MHz (Puerto Montt); hoy ADN Radio Chile.
- 97.9 MHz (Ancud); no existe.
- 97.9 MHz (Castro); hoy Inicia Radio, sin relación con IARC.
- 94.1 MHz (Puerto Aysén); hoy Inicia Radio, sin relación con IARC.
- 105.1 MHz (Coyhaique); hoy ADN Radio Chile.
- 93.5 MHz (Punta Arenas); hoy ADN Radio Chile.